# Preludio tema variazioni canzona
Preludio tema variazioni canzona, colonna sonora del film Milano calibro 9, è stata eseguita dal gruppo napoletano di rock progressivo Osanna e pubblicata nel 1972.

## Il disco
Il Preludio, il Tema e il brano finale, There Will Be Time, sono stati composti da Luis Bacalov, mentre tutte le variazioni sul tema portano la firma del gruppo. Contrariamente al precedente L'uomo, questo album degli Osanna è un disco prettamente strumentale, nel quale la voce di Vairetti emerge soltanto nel pezzo finale e nella variazione My Mind Flies.
Immediatamente successivo al Concerto Grosso dei New Trolls, l'opera degli Osanna è caratterizzata da una maggiore anima rock, che tuttavia è perfettamente integrata negli spunti orchestrali.

## Tracce
Lato A
1. Preludio – 4:10 (musica: Luis Bacalov)
2. Tema – 4:50 (musica: Luis Bacalov)
3. Variazione I (To Plinius) – 2:10 (musica: Danilo Rustici, Luis Bacalov)
4. Variazione II (MY Mind Flies) – 5:05 (testo: Lino Vairetti – musica: Danilo Rustici)

Lato B
1. Variazione III (Shuum...) – 1:38 (musica: Danilo Rustici, Luis Bacalov)
2. Variazione IV (Tredicesimo cortile) – 1:30 (musica: Danilo Rustici)
3. Variazione V (Dianalogo) – 2:08 (musica: Danilo Rustici, Luis Bacalov)
4. Variazione VI (Spunti dallo spartito n° 14723/AY del Prof. Imolo Meninge) – 2:50 (testo: Lino Vairetti – musica: Danilo Rustici)
5. Variazione VII (Posizione raggiunta) – 1:25 (musica: Danilo Rustici)
6. Canzona (There Will Be Time) – 4:55 (testo: Gianfranco Baldazzi, Sergio Bardotti – musica: Luis Bacalov)

## Musicisti
- Luis Bacalov - arrangiamenti, direzione orchestra
- Elio D'Anna - sassofono soprano, sassofono tenore elettrico, flauto, voce
- Danilo Rustici - chitarra elettrica, chitarra acustica, voce
- Lino Vairetti - voce, sintetizzatore (ARP)
- Lello Brandi - basso
- Massimo Guarino - batteria, percussioni, vibrafono, voce
- Plinio Chiesa - registrazione, mixaggi
- Giancarlo Jametti - recordista[4]